# Kanton Goyave
Kanton Goyave (francouzsky Canton de Goyave) byl francouzský kanton v departementu Guadeloupe v regionu Guadeloupe. Tvořila ho obec Goyave a část obce Petit-Bourg. Zrušen byl při reformě francouzských kantonů z roku 2014.